# George W. Schofield

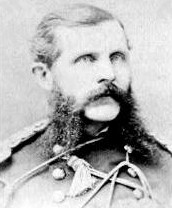
George Wheeler Schofield Comandante do "Army of the Frontier".

George Wheeler Schofield (20 de setembro de 1833 Gerry, Chautauqua County, Nova York — 17 de dezembro de 1882 Fort Apache, Navajo County, Arizona), foi um general de brigada da União durante o período da Guerra Civil. Ele recebeu sua nomeação como general de brigada e teve seu "brevet" datado de 26 de janeiro de 1865.
George Wheeler Schofield era irmão de John McAllister Schofield, que serviu brevemente como Comandante do "Army of the Frontier" durante a Guerra Civil e como Secretário de Guerra dos EUA, Superintendente da Academia Militar dos Estados Unidos e Comandante Geral do Exército dos Estados Unidos após a guerra. Durante a Guerra Civil Americana, George Wheeler Schofield serviu como tenente-coronel no Exército da União.
Após a guerra civil, serviu com a 41a de infantaria e com a 10a e 6a de cavalaria. No entanto, ele talvez seja mais famoso por sua associação com o "Schofield Revolver", um revólver calibre 45 da Smith & Wesson que recebeu seu nome. Sua esposa Alma morreu em março de 1879. George Schofield foi promovido ao posto de tenente-coronel da 6ª Cavalaria em tempos de paz em dezembro de 1881. Ele serviu no Arizona. No entanto, em 17 de dezembro de 1882, George Schofield, de uniforme, pegou um de seus revólveres "Schofield-patent" e se suicidou. Ele foi enterrado no cemitério da cidade de Freeport, Illinois.